# Pogonești
Pogonești è un comune della Romania di 1 782 abitanti, ubicato nel distretto di Vaslui, nella regione storica della Moldavia. 
Il comune è formato dall'unione di 3 villaggi: Belcești, Pogonești, Polocin.
Pogonești è divenuto comune autonomo nel 2003, staccandosi dal comune di Ivești.